# Dactylorhiza romana
The Roman Dactylorhiza (Dactylorhiza romana) là một loài phong lan.

## Hình ảnh

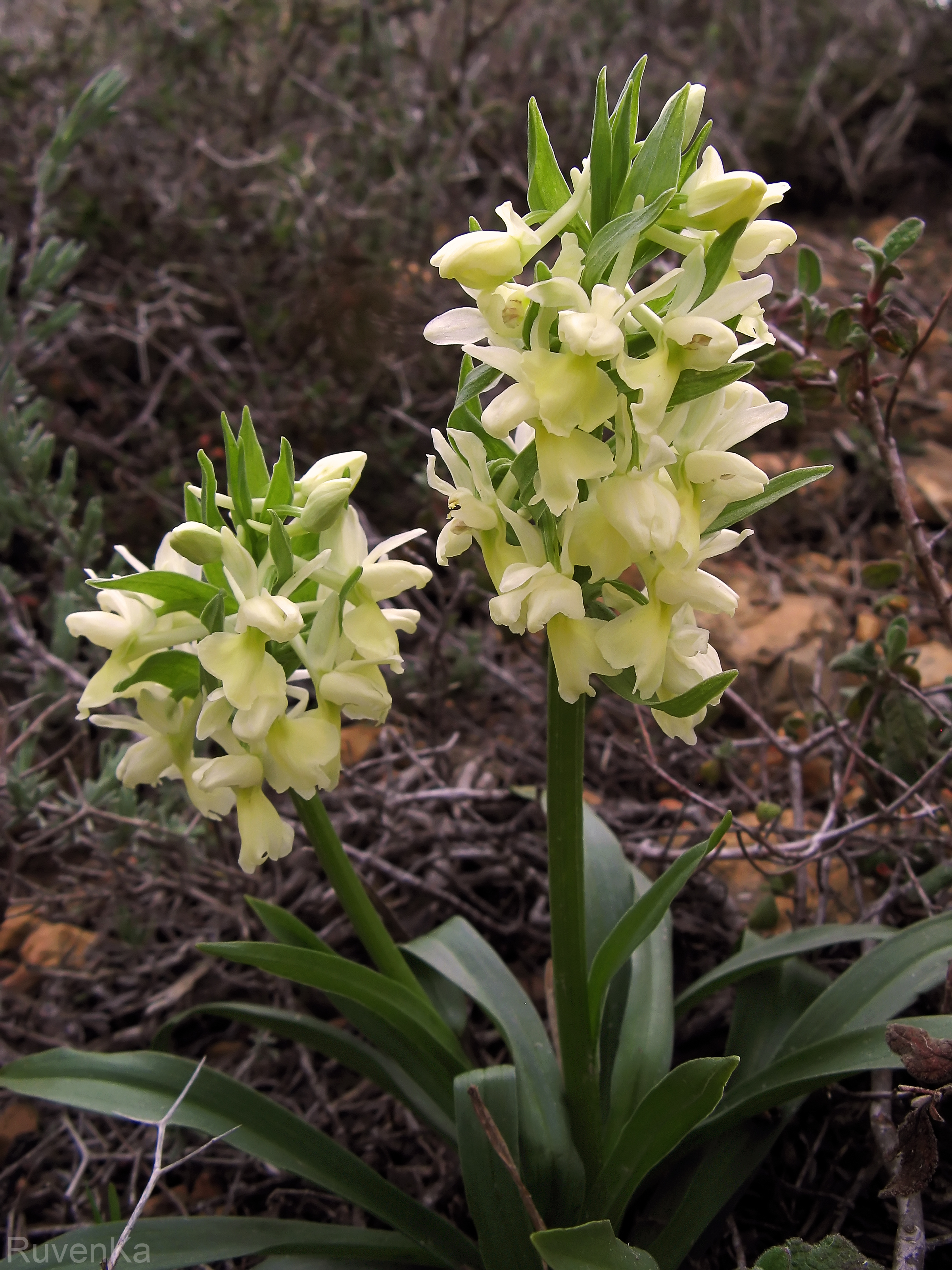
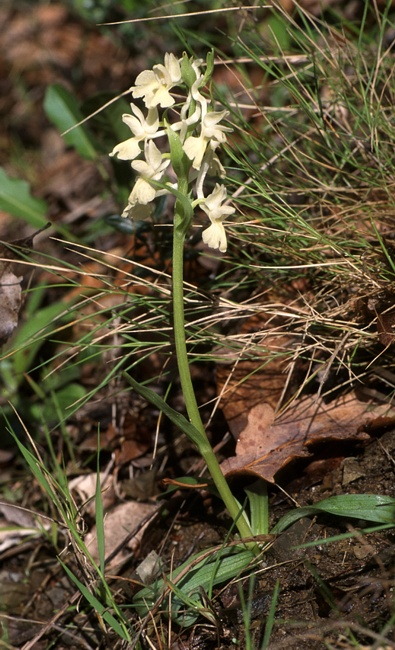
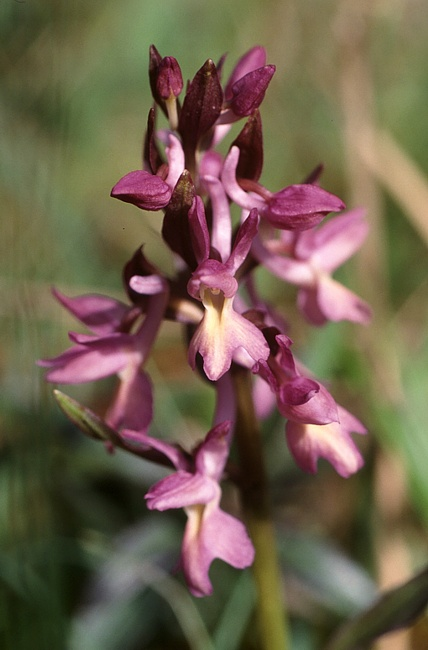
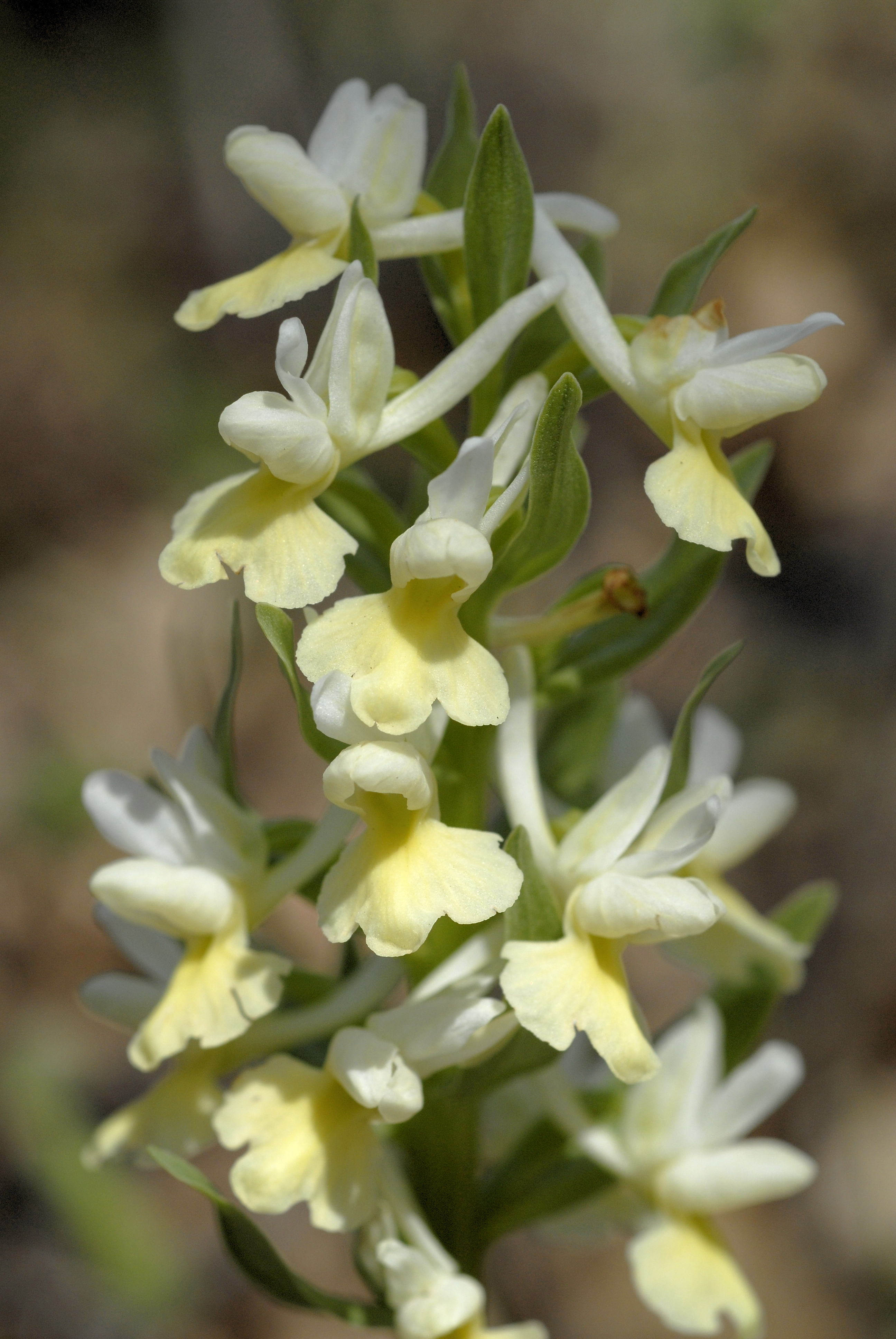